# 加利納沃利亞
51°25′2″N 24°18′57″E / 51.41722°N 24.31583°E
加利納沃利亞（烏克蘭語：Галина Воля），是烏克蘭的村落，位於該國西部沃倫州，由科韋利區負責管轄，始建於1797年，面積2.09平方公里，海拔高度171米，2001年人口723，人口密度每平方公里346.26人。